# 海底两万里 (1916年电影)
《海底两万里》（英語：20,000 Leagues Under the Sea）是一部1916年的美国无声电影，斯图尔特·佩顿执导，取材于儒勒·凡尔纳1870年的同名小说，也融入了凡尔纳1875年小说《神秘岛》中的元素。2016年，这部电影被美国国会图书馆选入國家影片登記表。

## 制作

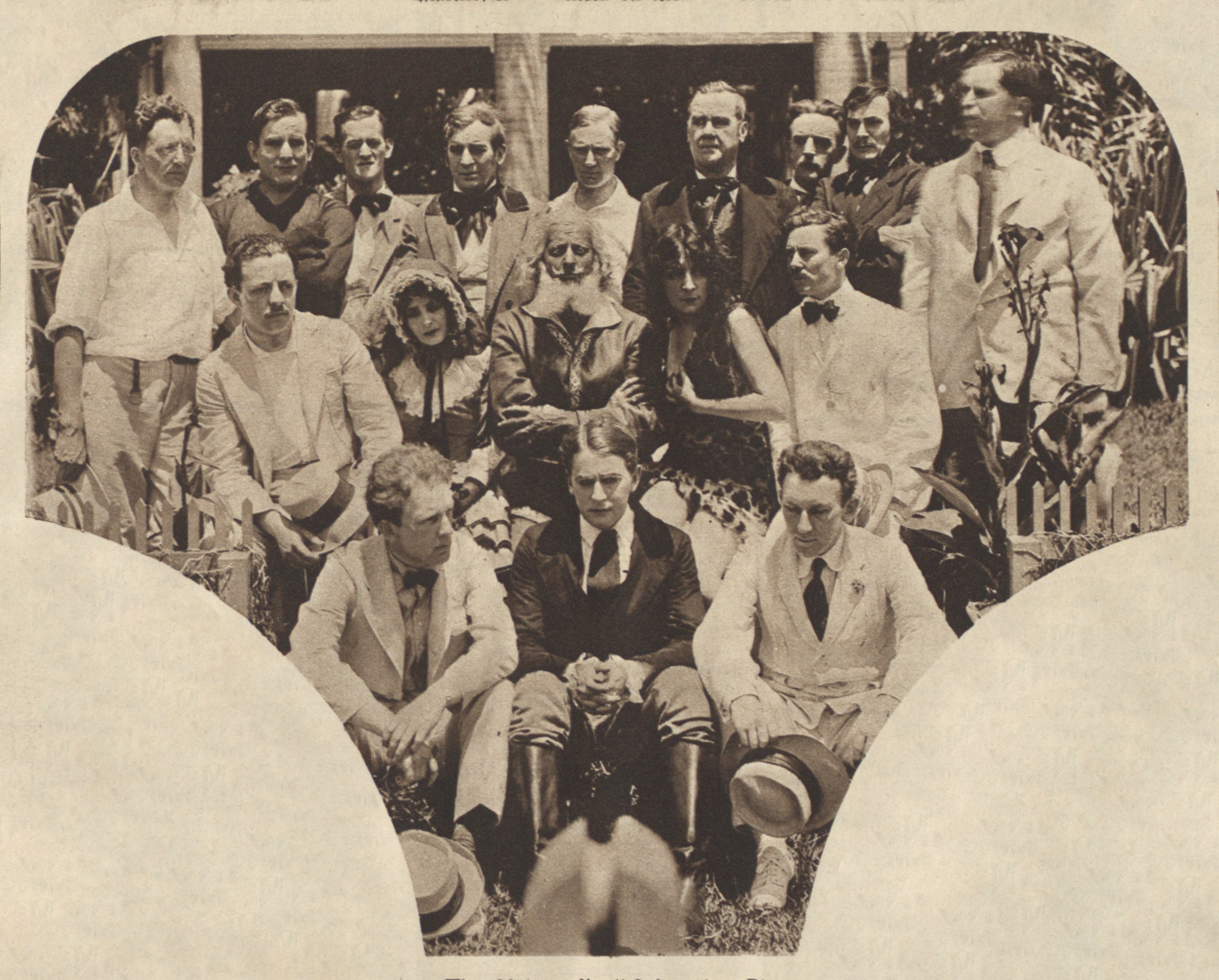
影片的演员和工作人员

这是第一部在水下拍摄的电影。水下场景由威廉姆森潜艇电影公司（Williamson Submarine Film Corporation）在巴哈马拍摄。拍摄没有使用真正的水下摄像机，影像是通过伸入水下的管道和镜子反射拍摄到的。
该片历时两年制作，耗资50万美元。哈尔·埃里克森 （Hal Erickson）表示，“这部电影的成本是如此之高，以至于不可能盈利，导致接下来12年没拍任何凡尔纳的作品”。